# Видима церква

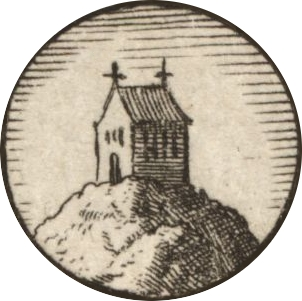
«[…] одна свята Церква є Тою, що триваєм вічно. Церква — це громада святих, в якій справедливо викладається Євангеліє і правдиво надаються Таїнства». — Аугсбурзьке сповідання

Видима церква — це термін християнського богослів'я та вчення про церкву (еклезіологія), що стосується видимої спільноти християнських віруючих на Землі. Відображенням видимої церкви є місцеве зібрання християнської громади віруючих. За Реформації в XVI сторіччі, як протест проти корумпованості у католицизмі, а також у нових протестантських сповіданнях магістратської реформації, з'явилося вчення про правдиву невидиму церкву та формальну видиму.
В еклезіології видима Церква має безліч імен, таких як Царство Боже, Учні Христа та Божий народ. Ігнатій Антіохійський (Богоносець) був одним з перших християнських авторів, який писав, що така видима Церква зосереджена на єпископі та євхаристії (вечері Любові).

## Реформатський погляд на зіпсованість видимої церкви
Реформатське та євангельське вчення про невидиму правдиву та видиму формальну Церкви засноване на словах Ісуса Христа (Єв. Матвія 7:15–27; 13:24–30, 36–43, 47–50; 25:1–46), де вказано на віруючих, що належали до Божого народу, проте, через свою невірність Богу, на кінець, опинилися поза спасінням.

Реформатський богослов Жан Кальвін виділив невидиму Церкву з формальної видимої:
«те, що насправді знаходиться в Божій присутності, до якого не приймаються особи, крім тих, хто є дітьми Божими за благодаттю усиновлення та справжніми членами Христа через освячення Духа Святого… [Невидима церква] включає не лише святих, які зараз живуть на землі, але й усіх вибраних від початку світу».
Він продовжив про часткову зіпсованість видимої церкви:
«У цій церкві дуже велика суміш лицемірів, які не мають нічого Христого, крім імені та зовнішнього вигляду…» (Інститути 4.1.7)

## Католицький погляд
Вважається, що антигностичні письменники, такі як Іреней Ліонський, або антиноваційні письменники, такі як Кипріян Карфагенський часто зосереджувались на видимій Церкві. Кипріяну Карфагенському належить вираз; «Поза Церквою немає спасіння» (Extra Ecclesiam nulla salus), що на думку католицької теології не покладає різницю між видимою та невидимою Церквою.
До ХХ сторіччя римо-католицьке богослов'я реагувало на реформатські доктрину про невидиму-видиму церкву наголошення на видимості церкви, заснованої Христом, якою є власне сама католицька церква під світовою підзвітністю єпископу Риму. У ХХ сторіччі наголос зосередився на внутрішньому житті церкви як надприродного організму, визначаючи церкву в енцикліці Папи Пія XII Містичним Тілом Христовим.

## Православний погляд
Православний російсько-французький богослов Володимир Лоський також характеризував реформатське вчення про поняття про невидиму-видиму церкву як несторіанське еклезіологію, що «поділить церкву на різні істоти: з одного боку, небесну і невидиму церкву, єдину справжню і абсолютну; з іншого, земну церкву (вірніше церкви), недосконалу та відносну».